# Гінка Гюрова
Гінка Гюрова (болг. Гинка Гюрова; нар. 15 квітня 1954) — болгарська спортсменка, академічна веслувальниця, дворазова срібна призерка Олімпійських ігор з академічного веслування в четвірці розпашній з рульовим, призер чемпіонату світу.

## Спортивна кар'єра
1975 року завоювала у складі збірної Болгарії на чемпіонаті світу в Ноттінгемі срібну медаль в змаганнях  четвірок розпашних з рульовим.
На Олімпійських іграх 1976 Гюрова у складі четвірки розпашної з рульовим у фінальному заїзді прийшла до фінішу другою, завоювавши разом з подругами Марійкою Модевою, Рені Йордановою, Ліляною Васевою та рульовою Капкою Георгієвою срібну нагороду.
Після Олімпіади Гюрова продовжувала брати участь в міжнародних змаганнях в різних класах, таких як двійки розпашні, четвірки розпашні з рульовим.
На чемпіонаті світу 1978 року у складі болгарської команди зайняла четверте місце в двійках розпашних, а на чемпіонаті світу 1979 року — шосте в двійках розпашних.
На Олімпійських іграх 1980, за відсутності на Олімпіаді через бойкот ряду команд західних та ісламських країн, Гюрова у складі четвірки розпашної з рульовим у фінальному заїзді прийшла до фінішу другою, завоювавши разом з подругами Марійкою Модевою, Ритою Тодоровою, Іскрою Веліновою та рульовою Надею Філіповою срібну нагороду, що стала для Гінки другим олімпійським сріблом.

### Виступи на Олімпіадах
| Олімпіада     | Дисципліна                           | Місце  |
| ------------- | ------------------------------------ | ------ |
| Монреаль 1976 | четвірки розпашні з рульовим (жінки) | Срібло |
| Москва 1980   | четвірки розпашні з рульовим (жінки) | Срібло |